# منتخب هولندا لهوكي الجليد
منتخب هولندا الوطني لهوكي الجليد هو منتخب وطني يمثل هولندا في منافسات هوكي الجليد الدولية، بدأ منافساته في سنة 1935، نافس في بطولة العالم لهوكي الجليد 49 مرة، يحتل حالياً التصنيف الثامن العشرين على العالم.